# Хрватска странка права др Анте Старчевић
Хрватска странка права др Анте Старчевић (ХСП АС) је била националистичка политичка партија у Хрватској крајње деснице, конзервативно и екстремистички усмерена.

## Историја и програм
Странка је основана 6. септембра 2009. године због незадовољства око Анте Ђапића и његовог начина вођења Хрватске странке права. На конвенцији у Илоку као прва председница Странке изабрана је Ружа Томашић.
Странка носи име и заснива се на правашком науку Оца Домовине Анте Старчевића, који је у сарадњи са Еугеном Кватерником основао Странку права на заседању Хрватског сабора 1861. године. Једна од главних задатака Странке је уједињење свих правашких опција како би праваштво постало значајан фактор у хрватској политици.
Странци је неприхватљива било каква државна заједница с другим државама или народима док о томе непосредним гласањем не одлучи хрватски народ. Рат у Хрватској сматра темељем на којем је изграђена савремена самостална Република Хрватска те ће се залагати за враћање достојанства и угледа хрватских ратних ветерна. Залаже се за правну државу, политичку и економску децентрализацију, социјалну праведност и друштвену солидарност, за достојан живот човека и породице те осигурање пензије свим хрватским држављанима неспособним за даљи рад, те за осигурање материјалне и моралне помоћи свим жртвама репресије. Странка велики значај придаје хрватском расејању које сматра равноправним делом хрватског народа. Посебан нагласак ставља на заштиту хрватске културне баштине и подстиче укључивање традиционалних вредности хрватске уљудбе у свакодневни живот. У систему школства заговара бесплатно основно и средњошколско образовање те аутономију универзитета.
На седмим парламентарним изборима одржаним 2011. године Странка је заједно с Хрватском чистом странком права освојила једно место у Хрватском сабору. Посланичко место је добила Ружа Томашић.
На изборе 2016 излази самостално и осваја свега 0,59% гласова.